# 그로울
그로울(Growl)은 맥 OS X과 마이크로소프트 윈도우 운영 체제에서 트위터, 팔링고 등의 알림 메시지를 띄워주는 시스템 소프트웨어이다. 응용 소프트웨어는 사용자가 중요하게 생각하는 이벤트를 일관된 방법으로 표시하기 위해 그로울을 사용해서 작은 통지 화면을 표시할 수 있다. 그로울은 사용자가 통지 시스템을 마음대로 조절할 수 있게 하고, 응용 소프트웨어 개발자가 통지 기능을 구현하는 데에 시간을 아낄 수 있게 하며, 그로울 개발자가 통지 시스템을 만드는 데에 집중할 수 있게 해 준다.
그로울을 설치하면 맥 OS X의 시스템 환경설정에 항목이 추가되고, 이 설정 항목을 통해 개별 응용 소프트웨어의 통지에 관한 설정을 완전히 제어할 수 있다.
응용 소프트웨어는 그로울에 "티켓(ticket)"을 등록하고, 그로울이 정보를 표시할 수 있도록 임의의 통지를 보낸다. 각 통지는 정보를 담고 있는데, 이 정보는 "내려받기가 완료되었습니다"와 같은 문구나 아이튠즈(iTunes)가 재생 중인 곡의 이름과 같은 것이 될 수 있다. 또한, 사용자는 표시되는 정보를 사용자화할 수 있고 끄거나 켤 수 있다.
그로울은 여러 개발자가 사용할 수 있도록 다양한 언어를 위한 바인딩을 제공한다. 지원하는 언어는 오브젝티브-C, C, 펄, 파이썬, Tcl, 애플스크립트, 자바, 루비 등이다.

## 같이 보기
- 알림 센터 (iOS 및 macOS)